# Lionel Trilling
Lionel Mordecai Trilling (Queens, Nova York, 4 de juliol de 1905 - Nova York, 5 de novembre de 1975) va ser un crític literari, escriptor de relats, assagista i docent acadèmic estatunidenc. És considerat un dels principals crítics estatunidencs del segle XX per la seva lectura de les consideracions culturals, socials i polítiques implícites en la literatura. Conjuntament amb la seva dona, Diana Trilling (Rubin de nom de soltera), amb qui es va casar l'any 1929, formà una parella influent dins del New York Intellectuals i la publicació marxista Partisan Review.

## Vida personal i acadèmica
Lionel Trilling va néixer a Queens (Nova York), fill de la londinenca Fannie Cohen i David Trilling, polonès nascut a Bialystok que exercia de sastre. El seu entorn familiar era jueu. L'any 1929, es va graduar de l'institut DeWitt Clinton High School i va entrar a la Universitat de Colúmbia amb només setze anys. Amb aquesta universitat va mantenir una relació que va durar tota la vida. A Columbia, va ser membre de la Boar's Head Society i escrigué per a la revista literària Morningside. El 1925 es va graduar i el 1926 va assolir un màster amb una tesina titulada Theodore Edward Hook: la seva vida i obra. Més endavant donaria classes a la Universitat de Wisconsin-Madison i al Hunter College.
El 1929 es va casar amb Diana Rubin, amb qui mantindria una col·laboració literària. L'any 1932 va tornar a Columbia per tal de doctorar-se en filologia anglesa i per donar classes de literatura. Es va doctorar el 1938 amb una tesi sobre Matthew Arnold, que més tard va publicar. Va ocupar la plaça de professor ajudant l'any segúent, sent el primer jueu en aquell càrrec. Va ser ascendit a professor nominal l'any 1948.
Trilling va rebre la càtedra George Edward Woodberry de literatura i crítica el 1965. Gaudia de molta popularitat i durant trenta anys, juntament amb Jacques Barzun, va estar al càrrec del Col·loqui de Columbia de Llibres Importants, un curs que feia èmfasi en la relació entre literatura i història cultural. Entre els seus alumnes es troben Lucien Carr, Jack Kerouac, Allen Ginsberg, Steven Marcus, John Hollander, Richard Howard, Cynthia Ozick, Carolyn Gold Heibrun, George Stade, David Lehman, Leon Wieseltier, Louis Menand, Robert Leonard Moore, i Norman Podhoretz. Trilling també va ocupar la càtedra Charles Eliot Norton de poesia a la Universitat Harvard entre 1969 i 1970. El 1972 va ser seleccionat pel National Endowment for the Humanities per donar la primera tanda de la Jefferson Lecture en Humanities. Trilling també va ser membre (senior Fellow) de la Kenyon School of English i més endavant va tenir els mateixos honors a la School of Letters.

## LaPartisan Reviewi els "New York Intellectuals"
Trilling es va unir a l'equip de la segona encarnació de la Partisan Review, una revista marxista tot i que antiestalinista, fundada per William Philips i Philip Rahv l'any 1934. La revista estava associada als anomenats "New York Intellectuals": ell mateix, la seva dona Diana Trilling, Lionel Abel, Hannah Arendt, William Barret, Daniel Bell, Saul Bellow, Richard Thomas Chase, F.W. Dupee, Leslie Fiedler, Paul Goodman, Clement Greenberg, Elizabeth Hardwick, Irving Howe, Alfred Kazin, Hilton Kramer, Steven Marcus, Mary McCarthy, Dwight Macdonald, William Phillips, Norman Podhoretz, Harold Rosenberg, Isaac Rosenfeld, Delmore Schwartz i Susan Sontag. En aquest grup es tractava amb detall la influència de la història i cultura en els escriptors i la literatura. Aquest grup mantenia un perfil ideològic que es distingia obertament dels pertanyents al New Criticism.
En el seu prefaci a la col·lecció d'assaigs Beyond Culture ("Més enllà de la cultura", 1965), Trilling va defensar el llegat dels New York Intellectuals amb les següents paraules: "En tant que grup, és actiu i ple de vida pel que fa a les idees, i encara més pel que fa a les actituds. La seva assiduïtat s'estableix en autoritat. L'estructura de la nostra societat és d'una manera que fa que categories d'aquest tipus estiguin units per filaments orgànics de menys fluïdesa culturals que són susceptibles a la seva influència".

## Obres de crítica i ficció
Trilling fou autor d'una novel·la, The Middle of the Journey (1947) sobre la trobada entre una parella comunista benestant i un home desencantat del comunisme. Trilling va reconèixer més tard que aquest personatge estava inspirat pel seu company de Columbia Whittaker Chambers. Entre els seus relats es troba "The Other Margaret". Principalment, però, la seva obra es va compondre d'assaig i crítica literària, textos en els quals introduïa el tema de la capacitat de la literatura per posar a prova la moralitat i convencionalismes d'una cultura. El crític David Daiches digué de Trilling: "li agrada allunyar-se i meditar les conseqüències, la rellevància per a la cultura, per a la civilització, per a l'home que pensa avui en dia, de cadascun dels fenòmens literaris que contempla, i aquesta expansió de context li permet els seus moments més perceptius, i moments de generalització desconcertant."
Va publicar dos extensos estudis de Matthew Arnold (1939) i d'E.M. Forster (1943), ambdós en resposta a la seva preocupació amb "la tradició de pensament humanista i la burgesia intel·lectual que creu seguir aquesta tradició". El seu primer recull d'assaigs, The Liberal Imagination, fou publicat l'any 1950, seguit dels reculls The Opposing Self (1955), sobre el conflicte entre la pròpia definició d'un i la influència de la cultura, Freud and the Crisis of our Culture (1955), A Gathering of Fugitives (1956) i Beyond Culture (1965), aquest darrer sobre la identitat pròpia en la literatura i cultura modernes. A Sincerity and Authenticity (1972) explora idees de la persona moral en la civilització occidental post-il·lustrada. També va escriure un pròleg a The Selected Letters of John Keats (1951), on defensa la idea de John Keats de la capacitat negativa, així com la introducció George Orwell and the Politics of Truth a la reimpressió de 1952 del llibre de George Orwell Homenatge a Catalunya.
L'any 2004, la Columbia University Press va publicar pòstumament una novel·la inacabada que Trilling havia abandonat a la dècada del 1950. La crítica Geraldine Murphy va descobrir aquest text entre els feixos de Trilling arxivats a la Universitat de Colúmbia. La novel·la, The Journey Abandoned: The Unifnished Novel, té lloc als anys trenta i és protagonitzada per un jove, Vincent Hammell, que vol escriure una biografia d'un poeta de més edat, Jorris Buxton. El personatge de Buxton està més o menys inspirat en el poeta romàntic del segle xix Walter Savage Landor. L'escriptora Cynthia Ozick va elogiar-ne "l'enginyosa narració" i "personatges complexos", tot afegint que "The Journey Abandoned és una galeria concorreguda de retrats curosament deliniats la vida interior dels quals es divulga parcialment mitjançant diàlegs, però amb més intensitat en passatges de perspicaç intel·ligència."

## Idees polítiques
La corrent política en la qual Lionel Trilling se situava ha estat objecte de forts debats i, com moltes altres qüestions relatives al seu pensament, pot ser qualificat de "complex". Se sol citar com a compendi de les seves idees polítiques una declaració segons la qual ell voldria:
"recordar a la gent que s'enorgulleix de considerar-se liberals que el liberalisme és... un posicionament polític que afirma la vàlua de l'existència individual en tota la seva diversitat, complexitat i dificultat".
Pel que fa les ideologies, Trilling en digué: "La ideologia no és producte del pensament; és un hàbit o ritual de mostrar respecte per fórmules determinades a les quals, per diferents motius que tenen a veure amb la certesa emocional, ens uneixen forts vincles, i del significat i conseqüències reals dels quals no tenim coneixement palpable."
Trilling durant força temps va ser considerat com un membre notable de l'esquerra antiestalinista, posició que ell mantindria fins a la seva mort. En alguns cercles se l'ha definit com a senzillament liberal. La tradició en la qual considerava els seus escrits primerencs era el liberalisme. El seu rebuig del conservadorisme era explícit. Al prefaci a The Liberal Imagination (1950) va dir:
Als Estats Units, en aquesta època, el liberalisme no és només la tradició intel·lectual dominant sinó la única, ja que és una realitat evident que avui en dia no circulen en general idees conservadores ni reaccionàries. Això no vol dir, evidentment, que no hi ha cap impuls envers el conservadorisme o cap a la reacció. Aquests impulsos efectivament són molt potents, potser fins i tot més potents del que nosaltres mateixos sabem. Però l'impuls conservador i l'impuls reaccionari (amb alguns casos excepcionals i eclesiàstics) no s'expressen com idees sinó com acció o com gestualitats mentals irritables que pretenen semblar-se a idees.
També se l'ha assimilat al neoconservadurisme, destacant que les seves idees es van anar movent cap a posicions més conservadores i que havia estat vist amb bons ulls per neoconservadors com Podhoretz (ex-director de Commentary), tot i que de manera no corresponguda. Trilling de fet havia criticat la Nova Esquerra, com l'esquerra tradicional, però no s'havia manifestat en cap sentit contrari.
D'altra banda, la percepció majoritària de Trilling ha estat la d'un moderat constant, tal com reflecteixen moltes de les seves declaracions, començament pel títol de la seva novel·la The Middle of the Journey ("Meitat de camí").

### Obres literàries
- The Middle of the Journey.  Nova York: Viking Press, 1947. LCCN 47031472.
- Of This Time, of That Place and Other Stories.  Nova York: Harcourt Brace Jovanovich, 1979. ISBN 015168054X. (Selected by Diana Trilling and published posthumously.)
- Geraldine Murphy. The Journey Abandoned: The Unfinished Novel.  Nova York: Columbia University Press, 2008. ISBN 9780231144506. (Published posthumously)

### Obres de no ficció i assaig
- Mathew Arnold.  Nova York: W.W. Norton & Co., 1939. LCCN 39027057. (Based on Trilling's Ph.D. thesis.)
- E.M. Forster.  Norfolk, Conn.: New Directions Books, 1943. LCCN 43011336.
- The Liberal Imagination: Essays on Literature and Society.  Nova York: Viking Press, 1950. LCCN 50006914.
- The Opposing Self: Nine Essays in Criticism.  Nova York: Viking Press, 1955. LCCN 55005871.
- Freud and the Crisis of Our Culture.  Boston: Beacon Press, 1955. LCCN 55011594.
- Gathering of Fugitives.  Boston: Beacon Press, 1956.
- Beyond Culture: Essays on Literature and Learning.  Nova York: Viking Press, 1965. LCCN 65024276.
- Sincerity and Authenticity.  Cambridge, Massachusetts: Harvard University Press, 1972. ISBN 0674808606. (A collection of the Charles Eliot Norton Lectures given at Harvard in 1969.)
- Mind in the Modern World: The 1972 Thomas Jefferson Lecture in the Humanities.  Nova York: Viking Press, 1973. ISBN 0670003778.
- Diana Trilling. The Last Decade: Essays and Reviews, 1965–75.  Nova York: Harcourt Brace Jovanovich, 1979. ISBN 015148421X. (Published posthumously)
- Diana Trilling. Speaking of Literature and Society.  Nova York: Harcourt Brace Jovanovich, 1980. ISBN 015184710X. (Published posthumously.)
- Leon Wieseltier. 'The Moral Obligation to Be Intelligent: Selected Essays.  Nova York: Farrar, Straus, and Giroux, 2000. ISBN 0374257949. (Published posthumously.)
- Arthur Krystal. A Company of Readers: Uncollected Writings of W.H. Auden, Jacques Barzun, and Lionel Trilling from The Readers' Subscription and Mid-Century Book Clubs.  Nova York: Free Press, 2001. ISBN 0743202627.
- Adam Kirsch, ed. (2018). Life in Culture: Selected Letters of Lionel Trilling. New York: Farrar, Straus, and Giroux. ISBN 9780374185152. (Published posthumously.)

### Pròlegs, epílegs i comentaris
- Introducció a  The Portable Matthew Arnold.  Nova York: Viking Press, 1949. LCCN 49009982.
- Introducció a  Selected Letters of John Keats.  Nova York: Farrar, Straus and Young, 1951.
- Introducció a  'Collected Stories of Isaac Babel.  Nova York: Criterion Books, 1955.
- Introducció a Austen, Jane. Emma.  Boston: Houghton Mifflin Co., 1957. (Riverside edition of Jane Austen's 1815 novel)
- Introducció a  Pawel Mayewski. The Broken Mirror: A Collection of Writings from Contemporary Poland.  Nova York: Random House, 1958. LCCN 58010948.
- Introducció aJones, Ernest. The Life and Work of Sigmund Freud.  Nova York: Basic Books, 1961. LCCN 61-1950.
- Epíleg a Slesinger, Tess. The Unpossessed.  Nova York: Avon Books, 1966. (Reprint of Tess Slesinger's 1934 novel.)
- Prefaci and commentaris a  The Experience of Literature: A Reader with Commentaries.  Garden City, N.Y.: Doubleday, 1967. LCCN 67020030.
- Prefaci a  Literary Criticism: An Introductory Reader, 1970. ISBN 0030795656.